# Opere di Chairil Anwar

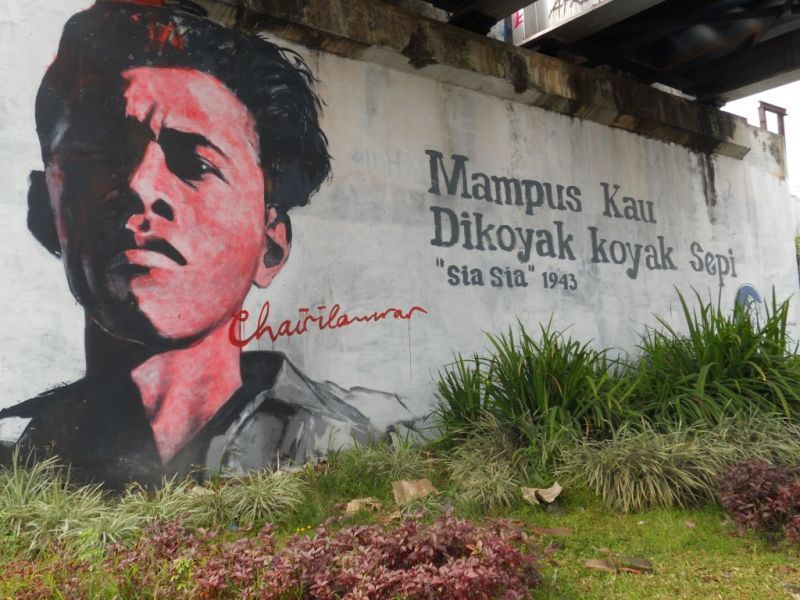
Murales con ritratto di Chairil Anwar ed estratto della poesia Sia-Sia

Il poeta indonesiano Chairil Anwar scrisse 75 poesie, 7 pezzi in prosa e 3 raccolte poetiche. Tradusse anche 10 poesie e 4 prose. La maggioranza delle poesie originali di Anwar sono raccolte nelle sillidi: Deru Campur Debu, Kerikil-Kerikil Tajam dan yang Terampas dan yang Putus (entrambe pubblicate nel 1949) e Tiga Menguak Takdir (1950). Nel 1956 il letterato HB Jassin inserì i lavori rimanenti in Chairil Anwar: Pelopor Angkatan 45, e nel 1970 Burton Raffel pubblicò la traduzione in inglese di tutti i lavori di Anwar in The Complete Poetry and Prose of Chairil Anwar.
Dopo la sua morte, Anwar venne criticato e accusato di plagio, con la scoperta che alcuni dei suoi lavori furono traduzioni di poesie straniere. A differenza di poeti indonesiani a lui precedenti, le sue produzioni usavano un linguaggio colloquiale e quotidiano, mischiando parole di provenienza straniera ed ammettendo più interpretazioni. Le accuse di plagio non intaccarono la sua popolarità: lo studioso olandese A. Teeuw descrisse Anwar come "il poeta perfetto", mentre Raffel lo esaltò come "la più grande figura letteraria dell'Indonesia". L'anniversario della sua morte, il 28 aprile, è celebrato come Giornata Nazionale della Poesia in Indonesia.

## Opere

### Raccolte poetiche

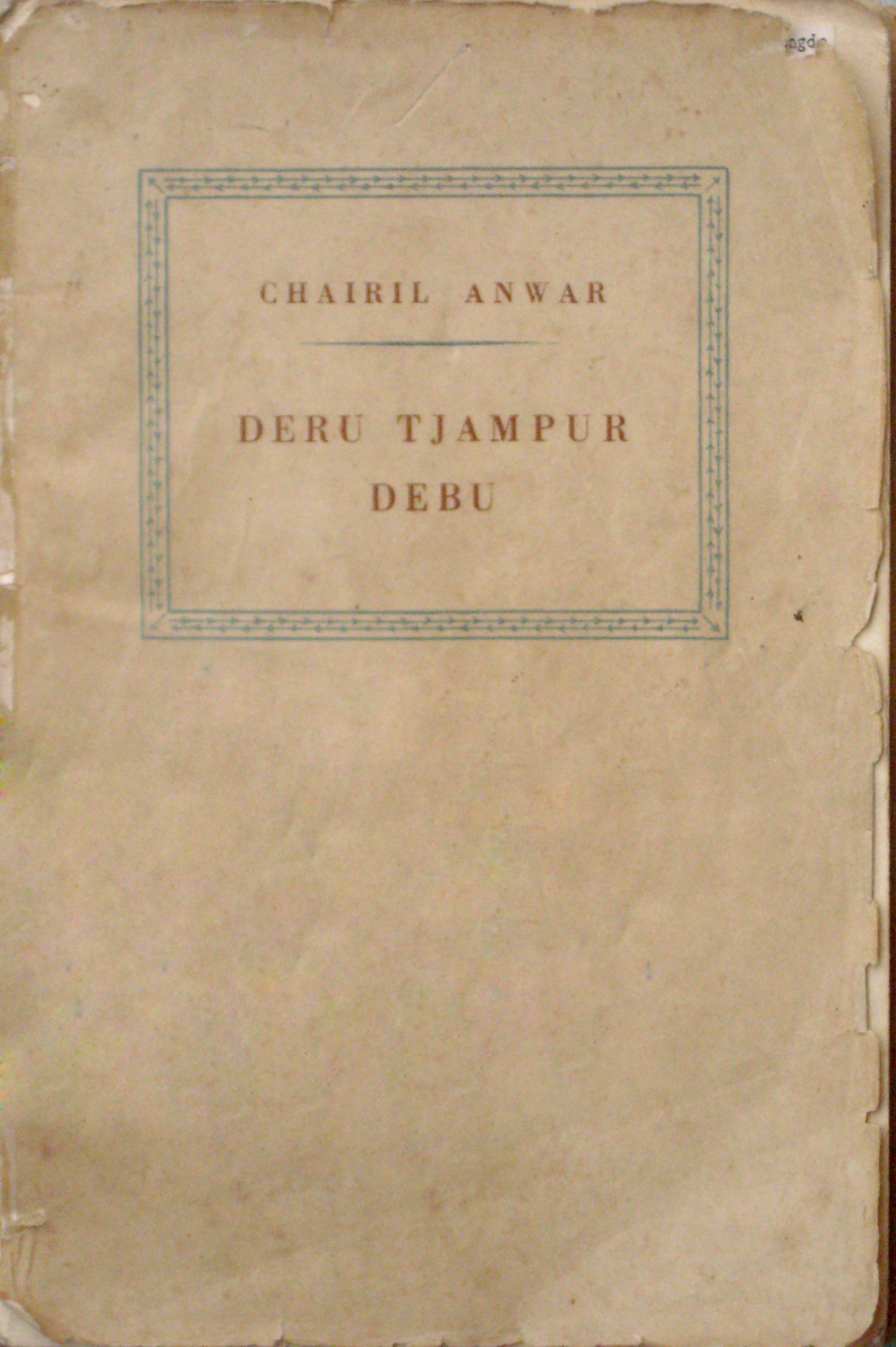
Deru Campur Debu, quarta ristampa (1957)

| Titolo | Anno di pubblicazione | Editore        | Note |
| --- | --------------------- | -------------- | --- |
| Deru Campur Debu Rumore Misto alla Polvere                                                                         | 1949                  | Pembangunan    | Contiene 27 poesie; alcune sono condivise con altre pubblicazioni                                                      |
| Kerikil-Kerikil Tajam dan yang Terampas dan yang Putus Ciottoli Taglienti e Alcuni Sono Depredati, Alcuni Scappano | 1949                  | Pustaka Rakjat | Divisa in due parti; la prima con 32 poesie, mentre la seconda 11; alcune sono condivise con altre pubblicazioni       |
| Tiga Menguak Takdir Il Destino di Tre Lacerati                                                                     | 1950                  | Balai Pustaka  | Collaborazione con Rivai Apin e Asrul Sani; contiene 10 poesie di Anwar; alcune sono condivise con altre pubblicazioni |

### Poesie originali

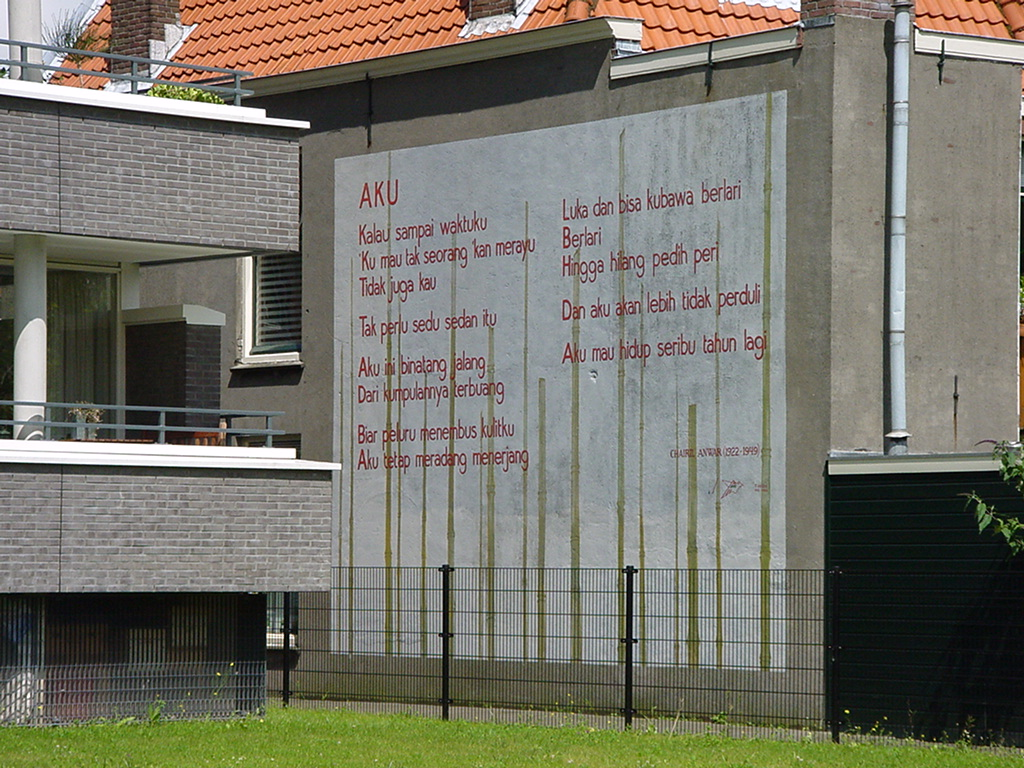
La poesie "Aku" su un muro a Leida

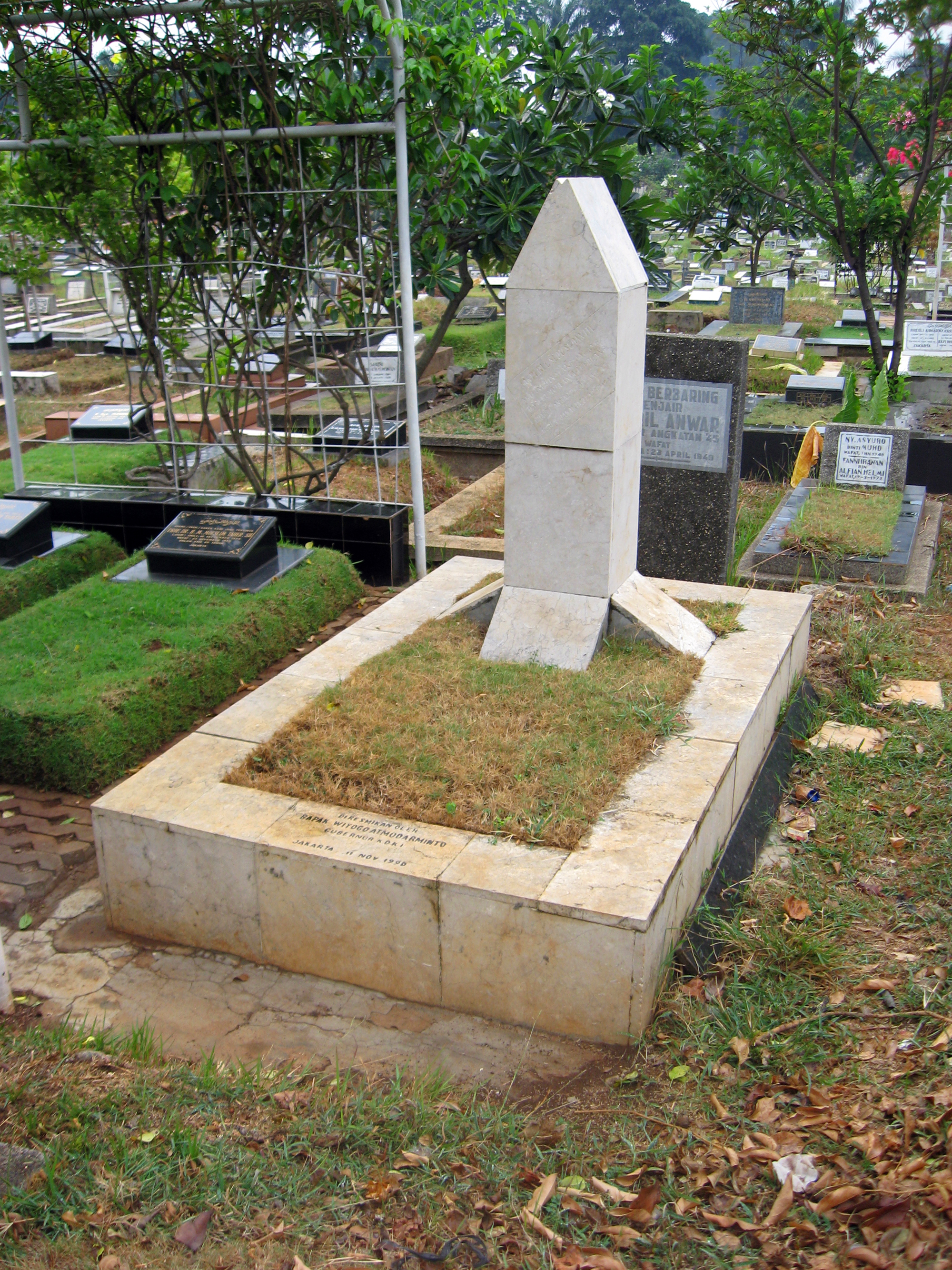
In Yang Terampas dan Yang Luput, Anwar predisse che sarebbe stato sepolto a Karet Bivak.

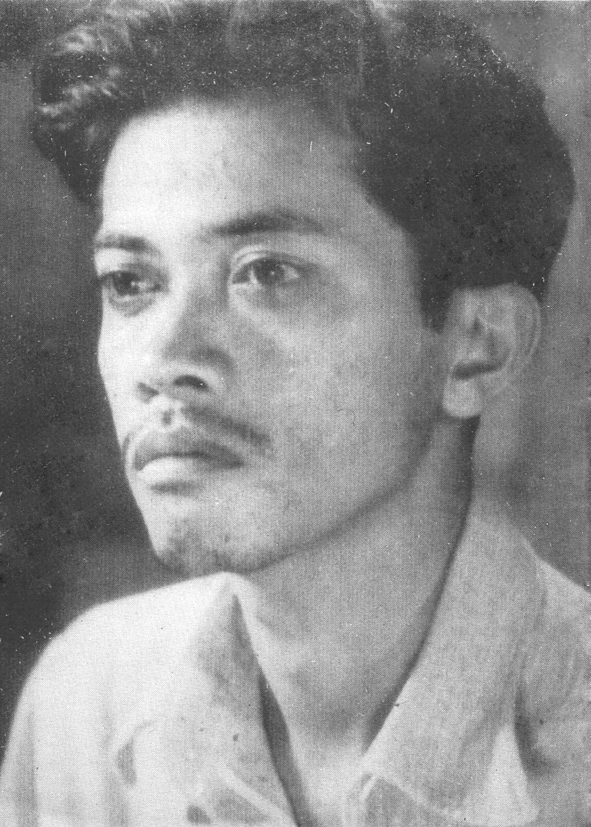
Le ultime poesie di Anwar si sviluppano su temi come la morte e la resa.

La poesia Persetujuan dengan Bung Karno è riferita al Presidente Sukarno; M. Balfas descrive la poesia come un'esplorazione del linguaggio del politico.

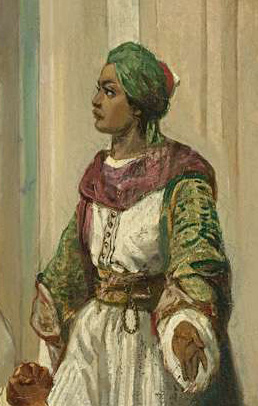
"Diponegoro" si rifà alla figura del PrincipeDiponegoro, che condusse una guerra contro i colonialisti fino al 1830.

| † | Indica un lavoro inedito |

| Titolo                                                                  | Data              | Note |
| ----------------------------------------------------------------------- | ----------------- | --- |
| "1943"                                                                  | 1943              | Pubblicato su Pandji Poestaka il 1 gennaio 1944 |
| "?"                                                                     | 24 luglio 1943    | Compare in Kerikil-Kerikil Tajam dan yang Terampas dan yang Putus |
| "Ajakan" "Invito"                                                       | febbraio 1943     | Compare in Kerikil-Kerikil Tajam dan yang Terampas dan yang Putus; usato per chiudere un intervento radiofonico di Anwar del 1943 |
| "Aku" "Io"                                                              | marzo 1943        | Compare in Kerikil-Kerikil Tajam dan yang Terampas dan yang Putus e Deru Campur Debu; conosciuta anche come Semangat ("Spirito") |
| "Aku" "Io"                                                              | 8 giugno 1943     | Compare in Kerikil-Kerikil Tajam dan yang Terampas dan yang Putus |
| "Aku Berada Kembali" ("Io Esisto Ancora")                               | 1949              | Pubblicata per la prima volta su Serikat nel 1949 |
| "Aku Berkisar Antara Mereka" "Sto dietro a loro"                        | 1949              | Pubblicata per la prima volta su Ipphos Report nel febbraio 1949 |
| "Bercerai" "In Disparte"                                                | 7 giugno 1943     | Compare in Kerikil-Kerikil Tajam dan yang Terampas dan yang Putus |
| "'Betina'-nya Affandi" "La puttana di Affandi"                          | 1946              | Pubblicata per la prima volta su Pantja Raja il 1º gennaio 1947 |
| "Buat Album D.S." "D.S.: Per il Suo Album"                              | 1946              | Pubblicata per la prima volta su Pantja Raja il 1 January 1947; compare in Deru Campur Debu |
| "Buat Gadis Rasid" "Per la Signora Rasid"                               | 1948              | Pubblicata per la prima volta su Siasat il 2 gennaio 1949; pubblicata anche su Internasional lo stesso mese; compare in Kerikil-Kerikil Tajam dan yang Terampas dan yang Putus; conosciuta anche come Buat Gadis ("Per Una Ragazza") |
| "Buat Nyonya N." "Per la Signorina N."                                  | 1949              | Pubblicata per la prima volta su Ipphos Report nel febbraio 1949 |
| "Catastrophe" "Catastrofe"                                              | 23 settembre 1945 | Pubblicata per la prima volta su Seroean Noesa nel 1946 in lingua olandese; Jassin solleva dubbi sull'originalità della poesia |
| "Catetan Tahun 1946" "Annotazioni sul 1946"                             | 1946              | Pubblicata per la prima volta su Pantja Raja il 1º febbraio 1947; compare in Deru Campur Debu e Tiga Menguak Takdir |
| "Cerita" "Una Storia"                                                   | 9 giugno 1943     | Compare in Kerikil-Kerikil Tajam dan yang Terampas dan yang Putus |
| "Cerita Buat Dien Tamaela" "Una Storia per Dien Tamaela"                | 1946              | Pubblicata per la prima volta su Pantja Raja il 15 November 1946; compare in Deru Campur Debu e Tiga Menguak Takdir |
| "Cintaku Jauh di Pulau" "Il Mio Amore è Lontano sull'Isola"             | 1946              | Pubblicata per la prima volta su Pantja Raja il 1º gennaio 1947; compare in Deru Campur Debu e Tiga Menguak Takdir |
| "Dalam Kereta"† "Sul Treno"                                             | 15 Marzo 1944     | |
| "Dari Dia" "Da Lei"                                                     | 1946              | Pubblicata per la prima volta su Pantja Raja il 1º gennaio 1947 |
| "Dendam" "Vendetta"                                                     | 13 luglio 1943    | Compare in Kerikil-Kerikil Tajam dan yang Terampas dan yang Putus |
| "Derai-Derai Cemara" "Abeti in Riga"                                    | 1949              | Pubblicata per la prima volta su Mutiara il 15 maggio 1949; pubblicata anche su Internasional a giugno 1949; compare in Kerikil-Kerikil Tajam dan yang Terampas dan yang Putus e Tiga Menguak Takdir; spesso viene riportata come senza titolo o come Cemara Menderai Sampai Jauh ("Gli Abeti Vengono Segati in Lontananza")                                                                        |
| "Dimesjid" "Alla Moschea"                                               | 29 giugno 1943    | Compare in Kerikil-Kerikil Tajam dan yang Terampas dan yang Putus |
| "Diponegoro"                                                            | febbraio 1943     | Compare in Kerikil-Kerikil Tajam dan yang Terampas dan yang Putus |
| "Doa" "Preghiera"                                                       | 13 novembre 1943  | Pubblicata per la prima volta su Pantja Raja il 15 novembre 1946; compare in Deru Campur Debu |
| "Hampa" "Vuoto"                                                         | 14 maggio 1943    | Compare in Kerikil-Kerikil Tajam dan yang Terampas dan yang Putus e Deru Campur Debu |
| "Hukum" "La Legge"                                                      | Marzo 1943        | Compare in Kerikil-Kerikil Tajam dan yang Terampas dan yang Putus |
| "Ina Mia"                                                               | 1948              | Pubblicata per la prima volta su Siasat il 26 dicembre 1948; compare in Kerikil-Kerikil Tajam dan yang Terampas dan yang Putus |
| "Isa" "Gesù"                                                            | 12 novembre 1943  | Pubblicata per la prima volta su Pantja Raja il 15 novembre 1946; compare in Deru Campur Debu |
| "Kabar dari Laut" "Notizie dal Mare"                                    | 1946              | Pubblicata per la prima volta su Pantja Raja il 15 gennaio 1947; compare in Deru Campur Debu |
| "Karawang-Bekasi"                                                       | 1948              | Pubblicata per la prima volta su Mimbar Indonesia il 20 novembre 1948; compare in Kerikil-Kerikil Tajam dan yang Terampas dan yang Putus e Tiga Menguak Takdir; conosciuta anche come "Kenang, Kenanglah Kami" ("Ricorda, Ricordaci"); secondo Jassin, plagiata dalla poesia "The Young Dead Soldiers" di Archibald MacLeish                                                                        |
| "Kawanku dan Aku" "Il Mio Amico ed Io"                                  | 5 giugno 1943     | Pubblicata per la prima volta su Pembangoenan il 10 gennaio 1946; compare in Kerikil-Kerikil Tajam dan yang Terampas dan yang Putus e Deru Campur Debu |
| "Kenangan" "Ricordi"                                                    | 19 aprile 1943    | Compare in Kerikil-Kerikil Tajam dan yang Terampas dan yang Putus |
| "Kepada Kawan" "Ad Un Amico"                                            | 30 novembre 1946  | Pubblicata per la prima volta su Pantja Raja il 1º dicembre 1946 |
| "Kepada Pelukis Affandi" "Al Pittore Affandi"                           | 1946              | Pubblicata per la prima volta su Pantja Raja il 1º gennaio 1947; compare in Deru Campur Debu |
| "Kepada Peminta-Peminta" "Ad Un Mendicante"                             | giugno 1943       | Compare in Kerikil-Kerikil Tajam dan yang Terampas dan yang Putus e Deru Campur Debu; secondo Jassin, plagiata dalla poesia Tot den Arme ("Ai Poveri") di Willem Elsschot |
| "Kepada Penyair Bohang" "Per il Poeta Bohang"                           | 1945              | First published in Pantja Raja, 1 January 1947; compiled in Deru Campur Debu |
| "Kesabaran" "Patience"                                                  | aprile 1943       | Pubblicata per la prima volta su Pembangoenan il 10 dicembre 1945; compare in Kerikil-Kerikil Tajam dan yang Terampas dan yang Putus e Deru Campur Debu |
| "Kita Guyah Lemah" "Noi Barcolliamo Avanti"                             | luglio 1943       | Compare in Kerikil-Kerikil Tajam dan yang Terampas dan yang Putus; usata per aprire un suo discorso del 1943 |
| "Kupu Malam dan Biniku" "Una Puttana e Mia Moglie"                      | marzo 1943        | Pubblicata per la prima volta su Pembangoenan il 25 maggio 1946; compare in Kerikil-Kerikil Tajam dan yang Terampas dan yang Putus |
| "Lagu Biasa" "Un'Ordinaria Canzone"                                     | marzo 1943        | Compare in Kerikil-Kerikil Tajam dan yang Terampas dan yang Putus |
| "Lagu Siul" "Motivo Fischiettato"                                       | 28 novembre 1945  | Compare in Deru Campur Debu; divisa in due parti: la seconda uguale a Tak Sepadan |
| "Malam" "Sera"                                                          | 1945              | Pubblicata per la prima volta su Pantja Raja il 1º dicembre 1946; compare in Kerikil-Kerikil Tajam dan yang Terampas dan yang Putus |
| "Malam di Pegenungan" "La Sera Sulle Montagne"                          | 1947              | Pubblicata per la prima volta su Pantja Raja il 1º giugno 1947; compare in Deru Campur Debu |
| "Mari"† "Lasciaci"                                                      | 1949              | |
| "Merdeka" "Libero"                                                      | 13 luglio 1943    | Compare in Kerikil-Kerikil Tajam dan yang Terampas dan yang Putus |
| "Mirat Muda, Chairil Muda" "Mirat è Giovane, Chairil è Giovane"         | 1949              | Pubblicata per la prima volta su Ipphos Report nel febbraio 1949 |
| "Mulutmu Mencubit Mulutku" "Le Tue Labbra Pizzicano Le Mie"             | 12 luglio 1943    | Compare in Kerikil-Kerikil Tajam dan yang Terampas dan yang Putus |
| "Nisan" "Lapide"                                                        | ottobre 1942      | Compare in Kerikil-Kerikil Tajam dan yang Terampas dan yang Putus |
| "Nocturno (Fragment)" "Notturno (Frammento)"                            | 1946              | Pubblicata per la prima volta su Pantja Raja il 1º gennaio 1947; compare in Deru Campur Debu |
| "Orang Berdua" "Due"                                                    | 8 gennaio 1946    | Pubblicata per la prima volta su Pembangoenan il 25 gennaio 1946; compare in Deru Campur Debu; spesso riportata come Dengan Mirat ("Con Mirat") |
| "Pelarian" "Un Fuggitivo"                                               | febbraio 1943     | Compare in Kerikil-Kerikil Tajam dan yang Terampas dan yang Putus |
| "Pemberian Tahu" "Una Proclamazione"                                    | 1946              | Pubblicata per la prima volta su Siasat il 4 gennaio 1947; successivamente inclusa in Kisah nel maggio 1955; parte dell'articolo Tiga Muka Satu Pokok |
| "Penerimaan" "Accettazione"                                             | marzo 1943        | Pubblicata per la prima volta su Pembangoenan il 10 dicembre 1945; compare in Kerikil-Kerikil Tajam dan yang Terampas dan yang Putus e Deru Campur Debu |
| "Penghidupan" "Vita"                                                    | dicembre 1942     | Compare in Kerikil-Kerikil Tajam dan yang Terampas dan yang Putus |
| "Perhitungan" "La Conta"                                                | 16 aprile 1943    | Compare in Kerikil-Kerikil Tajam dan yang Terampas dan yang Putus |
| "Perjurit Jaga Malam" "Un Sentiero Nella Notte"                         | 1948              | Pubblicata per la prima volta su Siasat il 2 gennaio 1949; compare in Kerikil-Kerikil Tajam dan yang Terampas dan yang Putus e Tiga Menguak Takdir |
| "Persetujuan dengan Bung Karno" "Concordo con il Mio Amico Soekarno"    | 1948              | Pubblicata per la prima volta su Mimbar Indonesia il 10 novembre 1948; compare in Kerikil-Kerikil Tajam dan yang Terampas dan yang Putus |
| "Puncak" "In Cima Alla Montagna"                                        | 1948              | Pubblicata per la prima volta su Siasat il 9 gennaio 1949; pubblicata anche in Internasional nello stesso mese; compare in Kerikil-Kerikil Tajam dan yang Terampas dan yang Putus |
| "Rumahku" "La Mia Casa"                                                 | 27 aprile 1943    | Compare in Kerikil-Kerikil Tajam dan yang Terampas dan yang Putus |
| "Sajak Buat Basuki Resobowo" "Poesia per Basuki Resobowo"               | 28 febbraio 1947  | Pubblicata per la prima volta su Pantja Raja il 1º aprile 1947; compare in Tiga Menguak Takdir; pubblicata insieme a Sorga in Dua Sajak Buat Basuki Resobowo ("Due Poesie per Basuki Resobowo") |
| "Sajak Putih" "Una Rima Pura"                                           | 18 gennaio 1944   | Compare in Deru Campur Debu e Tiga Menguak Takdir |
| "Sebuah Kamar" "Una Stanza"                                             | 1946              | Pubblicata per la prima volta su Pantja Raja il 1º gennaio 1947; compare in Deru Campur Debu |
| "Selama Bulan Menyinari Dadanya Jadi Pualam "Mentre La Luna Brilla")    | 1948              | Pubblicata per la prima volta su Siasat il 19 Dicembre 1948 |
| "Selamat Tinggal" "Addio"                                               | 12 luglio 1943    | Compare in Kerikil-Kerikil Tajam dan yang Terampas dan yang Putus e Deru Campur Debu |
| "Sendiri" "Solo"                                                        | febbraio 1943     | Compare in Kerikil-Kerikil Tajam dan yang Terampas dan yang Putus |
| "Senja di Pelabuhan Kecil" "Crepuscolo in un piccolo porto"             | 1946              | Pubblicata per la prima volta su Pantja Raja il 15 gennaio 1947; compare in Tiga Menguak Takdir; spesso riportata come Buat Sri Ayati ("Per Sri AYati") |
| "Sia-Sia" "Invano"                                                      | febbraio 1943     | Compare in Kerikil-Kerikil Tajam dan yang Terampas dan yang Putus e Deru Campur Debu |
| "Siap-Sedia" "Siamo Pronti"                                             | 1944              | Pubblicata per la prima volta su Asia Raja nel 1944; successivamente pubblicata in Keboedajaan Timoer II nello stesso anno |
| "Situasi" "Situazione"                                                  | 1946              | Pubblicata per la prima volta su Pantja Raja il 15 novembre 1946 |
| "Sorga" "Paradiso"                                                      | 25 febbraio 1947  | Pubblicata per la prima volta su Pantja Raja il 1º aprile 1947; compare in Deru Campur Debu; pubblicata con Sajak Buat Basuki Resobowo in Dua Sajak Buat Basuki Resobowo ("Due Poesie Per Basuki Resobowo") |
| "Suara Malam" "La Voce Della Notte"                                     | febbraio 1943     | Compare in Kerikil-Kerikil Tajam dan yang Terampas dan yang Putus |
| "Sudah Dulu Lagi Terjadi Begini" "Come Questo"                          | 1948              | Pubblicata per la prima volta su Siasa il 12 dicembre 1948; compare in Kerikil-Kerikil Tajam dan yang Terampas dan yang Putus |
| "Taman" "Il Nostro Giardino"                                            | marzo 1943        | Compare in Kerikil-Kerikil Tajam dan yang Terampas dan yang Putus |
| "Tuti Artic" "Il Gelato di Tuti"                                        | 1947              | Pubblicata per la prima volta su Pantja Raja il 1º giugno 1947; compare in Deru Campur Debu |
| "Yang Terampas dan Yang Luput" "Alcuni Sono Depredati, Alcuni Scappano" | 1949              | Pubblicata per la prima volta su Mutiara il 15 maggio 1949; pubblivata anche in Karya nello stesso mese e in Internasional nel giugno 1949; compare in Kerikil-Kerikil Tajam dan yang Terampas dan yang Putus e Tiga Menguak Takdir; pubblicata con tre titoli diversi; alternative names are Yang Terampas dan Yang Putus ("Alcuni Sono Depredati, Alcuni Rotti") e Buat Mirat II ("Per Mirat II") |

## Poesie tradotte

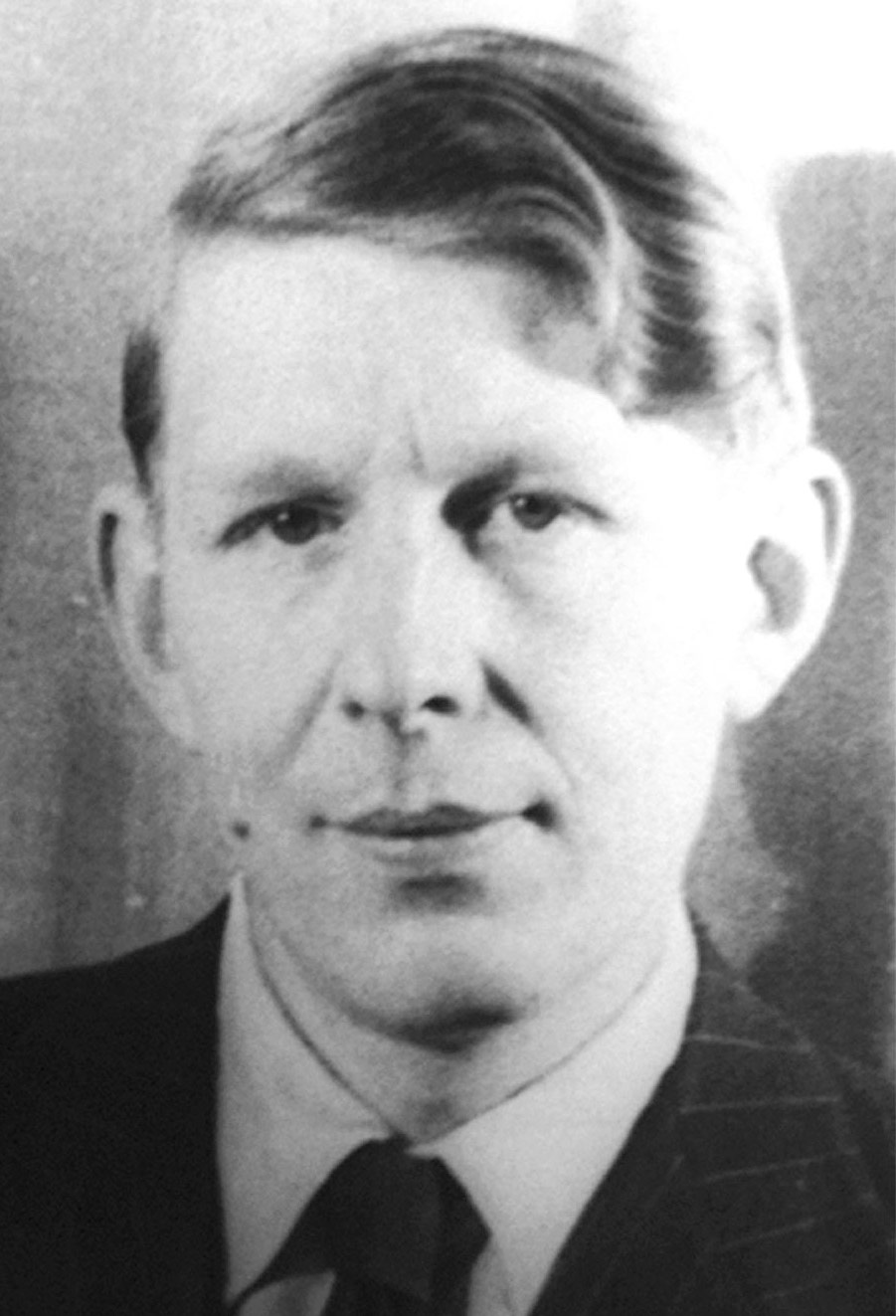
Anwar tradusse due poesie dell'autore statunitense W. H. Auden.

| † | Indica un lavoro inedito |

| Titolo tradotto                                                      | Data traduzione | Note |
| -------------------------------------------------------------------- | --------------- | --- |
| "Biar Malam Kini Lalu" ("Lascia Passare La Notte")                   | 1949            | Pubblicata per la prima volta su Mimbar Indonesia il 18 novembre 1950; traduzione di "Song IV" di W. H. Auden                                                                      |
| "Datang Dara Hilang Dara" "Una Ragazza Arriva, Una Ragazza Se Ne Va" | 1948            | Pubblicata per la prima volta su Mimbar Indonesia il 3 novembre 1948; traduzione di "A Girl Comes, A Girl Goes" di Xu Zhimo; pubblicata inizialmente come opera originale di Anwar |
| "Fragment" "Frammento"                                               | 1948            | Pubblicata per la prima volta su Mimbar Indonesia il 3 novembre 1948; traduzione di "Fragment" di Conrad Aiken; ubblicata inizialmente come opera originale di Anwar               |
| "Hari Akhir Olanda di Jawa" "The Last Days of the Dutch in Java"     | 1945            | Pubblicata per la prima volta su Gelanggang Pemoeda, December 1945; translated from "Vloekzang" ("Malediction") by S.E.W. Roorda van Eysinga (credited in-text to Sentot)          |
| "Huesca"                                                             | 1948            | Pubblicata per la prima volta su Gema Soeasana nel giugno 1948; ripubblicata in Siasat il 5 novembre 1950; traduzione di "Moment Of Truth" di John Cornford                        |
| "Jenak Berbenar"† "Il Momento Della Verità"                          | 1947            | Inedita; traduzione di "Ernste Stunde" di Rainer Maria Rilke |
| "Lagu Orang Usiran" "Canzone Dell'Esilio"                            | 1949            | Pubblicata per la prima volta su Karya nell'aprile 1949; ripubblicata in Serikat il 15 giugno 1949; traduzione di "Refugee Blues" di W. H. Auden                                   |
| "Mirliton"                                                           | 1945            | Pubblicata per la prima volta su Pembangoenan il 25 gennaio 1946; traduzione dell'omonima poesia di Edgar du Perron                                                                |
| "Musim Gugur" "Autunno"                                              | 1947            | Pubblicata per la prima volta su Gema Soeasana nel gennaio 1948; traduzione di "Herbsttag" di Rainer Maria Rilke                                                                   |
| "P.P.C."                                                             | 1945            | Pubblicata per la prima volta su Djambatan nell'ottobre 1946; traduzione dell'omonima poesia di Edgar du Perron                                                                    |
| "Somewhere"                                                          | 1945            | Pubblicata per la prima volta su Djambatan nell'ottobre 1946; traduzione dell'omonima poesia di Edgar du Perron                                                                    |

## Prose originali

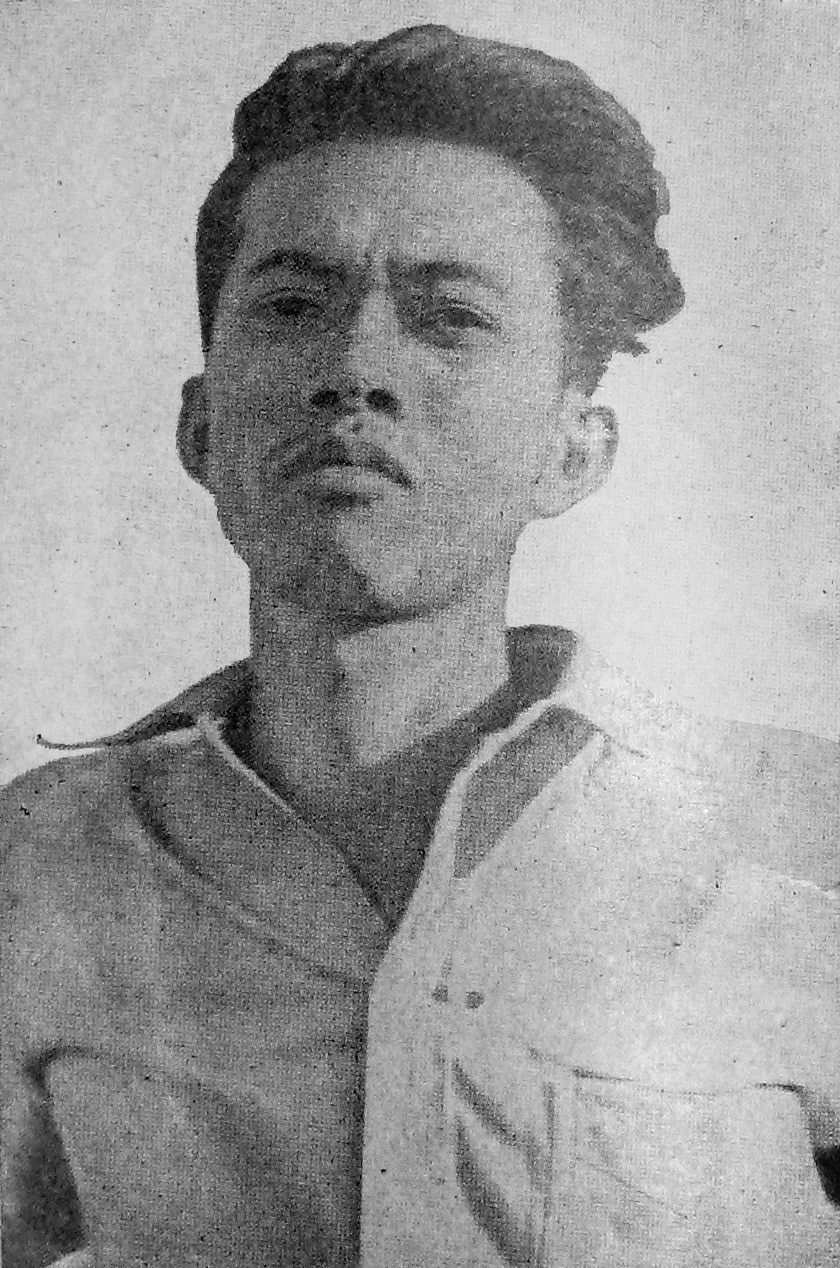
Due discorsi pubblici di Anwar vennero trascritti e pubblicati su quotidiani indonesiani.

| † | Indica un lavoro inedito |

| Titolo                                                                        | Prima pubblicazione | Testata pubblicazione | Note                                                                                            |
| ----------------------------------------------------------------------------- | ------------------- | --------------------- | ----------------------------------------------------------------------------------------------- |
| "Berhadapan Mata" "Guardandolo negli occhi"                                   | 28 agosto 1943      | Pemandangan           | Lettera aperta a HB Jassin; datata 25 agosto 1943                                               |
| "Hoppla!"                                                                     | 10 dicembre 1945    | Pembangoenan          | Articolo sullo sviluppo della poesia indonesiana; datato 1945                                   |
| "Maar Ik Wil Stil Zijn"† "Ma Voglio Comunque Il Suo Silenzio"                 | N.D.                | N.D.                  | Prosa lirica; in olandese                                                                       |
| "Membuat Sajak, Melihat Lukisan" "Scrivendo Poesie, Guardando Delle Immagini" | Giugno 1949         | Internasional         | Comparazione tra la poesia e le arti visuali; datato 1949                                       |
| "Pidato Chairil Anwar 1943" "Discorso di Chairil Anwar del 1943"              | 7 febbraio 1951     | Zenith                | Trascrizione di un discorso di Anwar al Centro Culturale, avvenuto il 7 luglio 1943             |
| "Pidato Radio 1946" "Discorsi Radio 1946"                                     | 25 febbraio 1951    | Siasat                | Il primo di una serie di discorsi radiofonici stesi ma mai trasmessi; datato 1946               |
| "Tiga Muka Satu Pokok" "Tre Approcci, Un'Idea"                                | 4 gennaio 1947      | Siasat                | Aneddoto sull'arte e la creatività; datato 1946; successivamente ripubblicato in Kisah nel 1955 |

## Prose tradotte

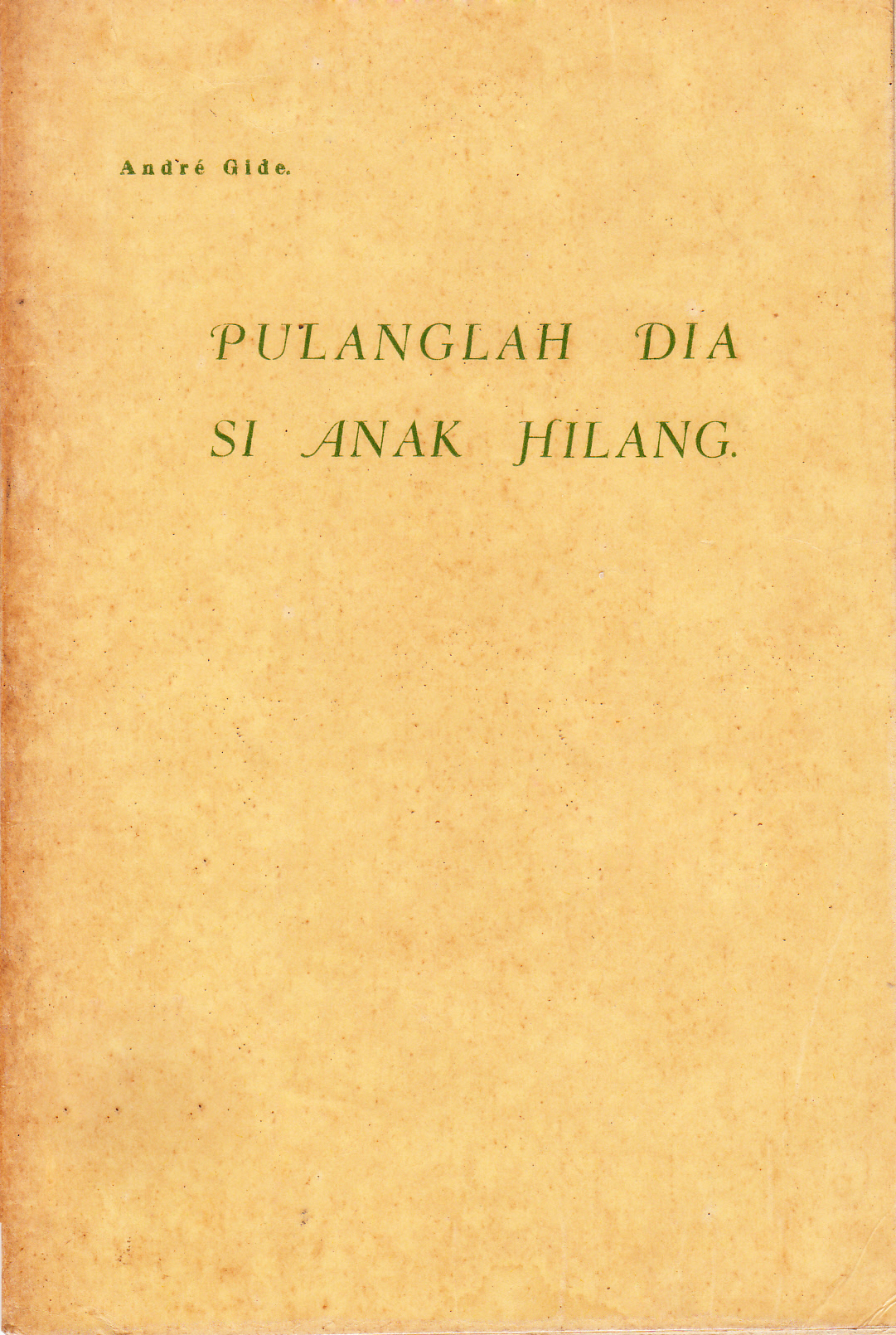
Pulanglah Dia Si Anak Hilang (1948)

| † | Indica un lavoro inedito |

| Titolo                                                                         | Prima pubblicazione | Testata pubblicazione | Note                                                                            |
| ------------------------------------------------------------------------------ | ------------------- | --------------------- | ------------------------------------------------------------------------------- |
| "Beberapa Surat dan Sajak R.M. Rilke"† "Alcune Poesie e Lettere di R.M. Rilke" | N.D.                | N.D.                  |                                                                                 |
| "Kena Gempur" "Sorpreso In Un Raid"                                            | 1 febbraio 1947     | Pantja Raja           | Traduzione della storia breve "The Raid" di John Steinbeck                      |
| "Pulanglah Dia Si Anak Hilang" "Torna a Casa il Figliol Prodigo"               | settembre 1948      | Pudjangga Baru        | Traduzione della storia breve "Le retour de l'enfant prodigue" di André Gide    |
| "Tempat yang Bersih dan Lampunya Terang" "Un Posto Pulito Illuminato Bene"     | luglio/agosto 1949  | Internasional         | Traduzione della storia breve "A Clean, Well-Lighted Place" di Ernest Hemingway |